# Arméni
Arméni jsou starobylý národ indoevropského původu, který přes 3 500 let nepřetržitě obývá Arménskou vysočinu, v níž leží dnešní Arménie.
Dlouhá a bolestná historie Arménů způsobila, že z přibližně osmi milionů příslušníků národa žije pět milionů v diaspoře, zejména v Rusku, USA a Francii. Jednou z posledních pohrom byla turecká genocida Arménů (1915–1918), kvůli níž mají Arméni s Tureckem dodnes velmi napjaté vztahy. Arméni hovoří arménským jazykem, který používá zvláštní písmo. Dnes se téměř všichni hlásí k Arménské apoštolské církvi.

## Osobnosti
Otcem arménské vědy je starověký učenec Anania Širakaci. Významným botanikem byl Armen Tachtadžjan. V časech SSSR se proslavil astronom Viktor Amazaspovič Ambarcumjan a letecký konstruktér Arťom Mikojan. Arménský původ měl i rakouský matematik Emil Artin, známý průkopník eutanazie Jack Kevorkian či ruský šachový velmistr Garri Kasparov.
K intelektuálním pilířům starověké Arménie patřili zakladatel arménské církve Řehoř Osvětitel, historik Movses Chorenaci či teolog Řehoř z Nareku. Tvůrcem arménské abecedy byl Mesrop Maštoc. Georgij Ivanovič Gurdžijev byl známým mystikem 20. století.
K nejznámějším Arménům vůbec patřil hudební skladatel Aram Chačaturjan. Zakladatelem moderní arménské hudby byl Komitas. Představiteli klasické hudby byli též Alexander Arutjunjan či Alexander Spendiarjan. V populární hudbě se prosadili někteří představitelé arménské diaspory, například francouzský šansoniér Charles Aznavour, americká zpěvačka Cher, nebo rocker skupiny System of a Down Serj Tankian. Z Arménie naopak vyrážel do světa hráč na duduk Djivan Gasparyan.
Arménský původ měl malíř Ivan Ajvazovskij, stejně jako Američan Arshile Gorky. Ke známým malířům působícím v Arménii patřil Martiros Sarjan.
V sovětském filmu se prosadil režisér Sergej Paradžanov. V Kanadě režisér Atom Egoyan.
Nejznámějším spisovatelem arménského původu je patrně William Saroyan, ovšem ten působil v diaspoře. Zakladatelem moderní arménské literatury byl Chačatur Abovjan. K důležitým jménům patří též Jeghiše Čarenc, Aksel Bakunc, Hovhannes Tumanjan, Avetik Isahakjan, Sajať-Nova či Diana Abgar.
Nejvýznamnějším králem starověké Arménie byl Tigranés Veliký, dnes národní hrdina a symbol. Podobnou roli sehrává Andranik Ozanian, bojovník Arménské revoluční federace. Nubar Paša se stal prvním egyptským premiérem. V řadách Rudé armády se za druhé světové války proslavil Ivan Christoforovič Bagramjan. Velmi vlivným politikem v Sovětském svazu byl Anastas Mikojan. Prezidenty samostatné Arménie po roce 1991 byli Levon Ter-Petrosjan, Robert Kočarjan a Serž Sarkisjan. Bojovníkem za připojení Náhorního Karabachu k Arménii byl Vazgen Sarkisjan. Arménskou menšinu v Turecku reprezentoval aktivista Hrant Dink, zavražděný tureckými nacionalisty.
Do dějin mezinárodního obchodu se zapsal Calouste Gulbenkian.
Jako i jiné kavkazské národy, mají Arméni slavnou šachovou a zápasnickou školu. Ze šachistů k nejvýznamnějším patří Tigran Petrosjan či Levon Aronjan. Zápasník Armen Nazarjan vyhrál pro samostatnou Arménii první a dosud jedinou zlatou olympijskou medaili (druhou vyhrál již v dresu Bulharska). Jeho kolegové Arsen Julfalakjan a Armen Mkrtčjan mají olympijské stříbro. Levon Julfalakyan vyhrál olympiádu ještě v dresu SSSR.